# Свети Јуриј (Рогашовци)
Свети Јуриј (словен. Sveti Jurij, мађ. Vízlendva) је насељено место у општини Рогашовци, Помурска регија, Словенија.

## Историја
До територијалне реорганизације у Словенији био је у саставу старе општине Мурска Собота.

## Становништво
У попису становништва из 2011. године, Свети Јуриј је имао 484 становника.
| Број становника према пописима | Број становника према пописима | Број становника према пописима |
| ------------------------------ | ------------------------------ | ------------------------------ |
| 1991                           | 2002                           | 2011                           |
| 587                            | 478                            | 484                            |

Напомена: Од 1955. до 1990. исказивано под именом Јуриј.